# Osbaston (Telford and Wrekin)
Osbaston – osada w Anglii, w hrabstwie ceremonialnym Shropshire, w dystrykcie (unitary authority) Telford and Wrekin. Leży 13 km na północny wschód od miasta Shrewsbury i 219 km na północny zachód od Londynu.